# Övernässtugan

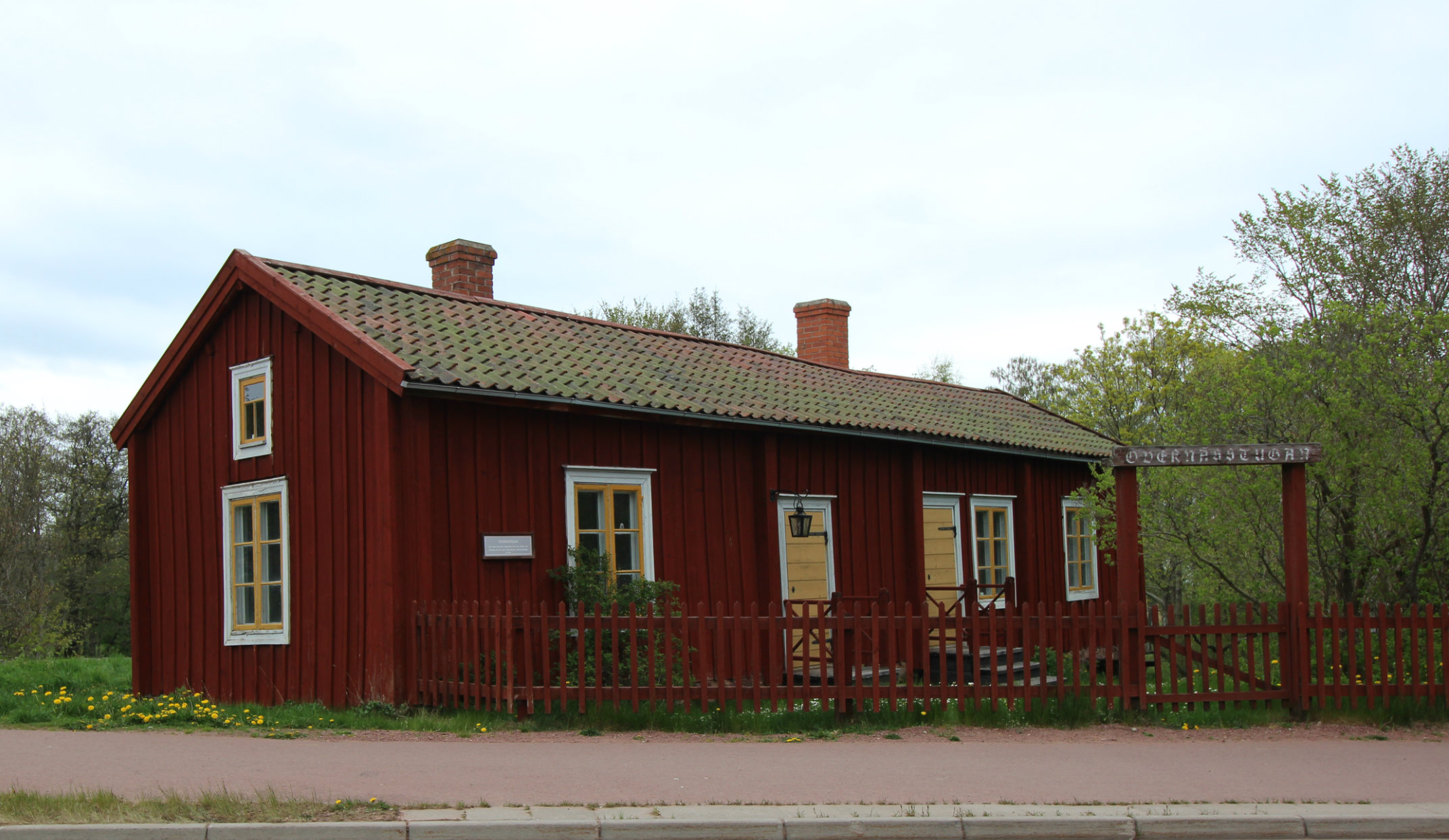
Övernässtugan 2016.

Övernässtugan är Mariehamns äldsta bevarade byggnad och är ursprungligen ett gammalt torp. Numera är den återställd till ursprungligt skick. Övernässtugan visas för allmänheten tillsammans med Köpmannagården alldeles intill.